# دی‌پالمیتویل‌فسفاتیدیل‌کولین
دی پالمیتوی ای فسفات ای‌دیل کولین (به انگلیسی: Dipalmitoylphosphatidylcholine) با فرمول شیمیایی C۴۰H۸۰NO۸P یک ترکیب شیمیایی است. که جرم مولی آن ۷۳۴٫۰۳۹ g/mol می‌باشد. 